# Nei Conceição
Nei da Conceição Moreira, mais conhecido como Nei Conceição (São João de Meriti, 8 de dezembro de 1946), é um ex-futebolista brasileiro que atuava como meio-campista.
Chegou a ser convocado, no início da década de 1970, para a Seleção Brasileira de Futebol, mas foi cortado pelo técnico Zagallo por causa do comportamento difícil.
Defendeu o Botafogo, pelo qual foi bicampeão carioca e da Taça Guanabara 1967-68. Venceu também o Campeonato Brasileiro de 1968 (Taça Brasil). Depois transferiu-se para o CSA de Alagoas, onde parou de jogar, em 1975, por falta de interesse de outros clubes.

## Títulos
Botafogo
- Torneio Rio-São Paulo: 1966
- Torneio Início do Campeonato Carioca: 1967
- Taça Guanabara: 1967 e 1968
- Campeonato Carioca: 1967 e 1968
- Campeonato Brasileiro: 1968
- Torneio Independência do Brasil: 1974

CSA
- Campeonato Alagoano: 1975

## Barba, cabelo e bigode
Um filme em longa-metragem sobre Nei Conceição e seus companheiros de Botafogo, como Afonsinho, foi lançado em 2016 pelo cineasta Lucio Branco. Seu título é Barba, Cabelo e Bigode.